# Lista över tyska Geschwader under andra världskriget
En geschwader var Luftwaffes största flygandeförband med en fastställd storlek, flygslag och organisation. Listan nedan är en sammanställning av vilka geschwadrar som Luftwaffe hade under andra världskriget, flera var kortvariga eller hann aldrig byggas upp till avsedd styrka.

## Lehrgeschwader
- Lehrgeschwader 1
- Lehrgeschwader 2

## Jagdgeschwader
- Jagdgeschwader 1
- Jagdgeschwader 2
- Jagdgeschwader 3
- Jagdgeschwader 4
- Jagdgeschwader 5
- Jagdgeschwader 6
- Jagdgeschwader 7
- Jagdgeschwader 11
- Jagdgeschwader 20
- Jagdgeschwader 21
- Jagdgeschwader 25
- Jagdgeschwader 26
- Jagdgeschwader 27
- Jagdgeschwader 28
- Jagdgeschwader 50
- Jagdgeschwader 51
- Jagdgeschwader 52
- Jagdgeschwader 53
- Jagdgeschwader 54
- Jagdgeschwader 70
- Jagdgeschwader 71
- Jagdgeschwader 72
- Jagdgeschwader 76
- Jagdgeschwader 77
- Jagdgeschwader 80
- Jagdgeschwader 101
- Jagdgeschwader 102
- Jagdgeschwader 103
- Jagdgeschwader 104
- Jagdgeschwader 105
- Jagdgeschwader 106
- Jagdgeschwader 107
- Jagdgeschwader 108
- Jagdgeschwader 109
- Jagdgeschwader 110
- Jagdgeschwader 111
- Jagdgeschwader 112
- Jagdgeschwader 113
- Jagdgeschwader 114
- Jagdgeschwader 115
- Jagdgeschwader 116
- Jagdgeschwader 117
- Jagdgeschwader 130
- Jagdgeschwader 131
- Jagdgeschwader 132
- Jagdgeschwader 133
- Jagdgeschwader 134
- Jagdgeschwader 135
- Jagdgeschwader 136
- Jagdgeschwader 137
- Jagdgeschwader 138
- Jagdgeschwader 141
- Jagdgeschwader 142
- Jagdgeschwader 143
- Jagdgeschwader 144
- Jagdgeschwader 231
- Jagdgeschwader 232
- Jagdgeschwader 233
- Jagdgeschwader 234
- Jagdgeschwader 300
- Jagdgeschwader 301
- Jagdgeschwader 302
- Jagdgeschwader 331
- Jagdgeschwader 333
- Jagdgeschwader 334
- Jagdgeschwader 400
- Jagdgeschwader 433
- Jagdgeschwader z.b.V.

## Nachtjagdgeschwader
- Nachtjagdgeschwader 1
- Nachtjagdgeschwader 2
- Nachtjagdgeschwader 3
- Nachtjagdgeschwader 4
- Nachtjagdgeschwader 5
- Nachtjagdgeschwader 6
- Nachtjagdgeschwader 7
- Nachtjagdgeschwader 11
- Nachtjagdgeschwader 100
- Nachtjagdgeschwader 101
- Nachtjagdgeschwader 102
- Nachtjagdgeschwader 200

## Zerstörergeschwader
- Zerstörergeschwader 1
- Zerstörergeschwader 2
- Zerstörergeschwader 26
- Zerstörergeschwader 52
- Zerstörergeschwader 76
- Zerstörergeschwader 101
- Zerstörergeschwader 141
- Zerstörergeschwader 142
- Zerstörergeschwader 143
- Zerstörergeschwader 144

## Sturzkampfgeschwader
- Sturzkampfgeschwader 1
- Sturzkampfgeschwader 2
- Sturzkampfgeschwader 3
- Sturzkampfgeschwader 5
- Sturzkampfgeschwader 51
- Sturzkampfgeschwader 76
- Sturzkampfgeschwader 77
- Sturzkampfgeschwader 101
- Sturzkampfgeschwader 102
- Sturzkampfgeschwader 151
- Sturzkampfgeschwader 160
- Sturzkampfgeschwader 162
- Sturzkampfgeschwader 163
- Sturzkampfgeschwader 165
- Sturzkampfgeschwader 167
- Sturzkampfgeschwader 168

## Schlachtgeschwader
- Schlachtgeschwader 1
- Schlachtgeschwader 2
- Schlachtgeschwader 3
- Schlachtgeschwader 4
- Schlachtgeschwader 5
- Schlachtgeschwader 9
- Schlachtgeschwader 10
- Schlachtgeschwader 77
- Schlachtgeschwader 101
- Schlachtgeschwader 102
- Schlachtgeschwader 103
- Schlachtgeschwader 104
- Schlachtgeschwader 111
- Schlachtgeschwader 151
- Schlachtgeschwader 152

## Kampfgeschwader
- Kampfgeschwader 1
- Kampfgeschwader 2
- Kampfgeschwader 3
- Kampfgeschwader 4
- Kampfgeschwader 6
- Kampfgeschwader 25
- Kampfgeschwader 26
- Kampfgeschwader 27
- Kampfgeschwader 28
- Kampfgeschwader 30
- Kampfgeschwader 40
- Kampfgeschwader 50
- Kampfgeschwader 51
- Kampfgeschwader 53
- Kampfgeschwader 54
- Kampfgeschwader 55
- Kampfgeschwader 60
- Kampfgeschwader 66
- Kampfgeschwader 76
- Kampfgeschwader 77
- Kampfgeschwader 100
- Kampfgeschwader 101
- Kampfgeschwader 102
- Kampfgeschwader 152
- Kampfgeschwader 153
- Kampfgeschwader 154
- Kampfgeschwader 155
- Kampfgeschwader 157
- Kampfgeschwader 158
- Kampfgeschwader 200
- Kampfgeschwader 252
- Kampfgeschwader 253
- Kampfgeschwader 254
- Kampfgeschwader 255
- Kampfgeschwader 257
- Kampfgeschwader 355